# Eleições estaduais no Espírito Santo em 1962
As eleições estaduais no Espírito Santo em 1962 ocorreram em 7 de outubro como parte das eleições gerais em 22 estados e nos territórios federais do Amapá, Rondônia e Roraima. Foram eleitos o governador Francisco Aguiar, o vice-governador Rubens Rangel, os senadores Eurico Resende e Raul Giuberti, além de oito deputados federais e quarenta e três estaduais.
Natural de São José do Calçado e graduado pela Universidade Federal do Rio de Janeiro, o engenheiro eletricista Francisco Aguiar fez carreira em Guaçuí, cidade onde fundou o Rotary Club, lecionou matemática no Ginásio Barão de Macaúbas e trabalhou junto ao Banco do Brasil como avaliador. Eleito vereador antes do Estado Novo, teve o mandato extinto e aguardou até 1944 quando foi nomeado prefeito de Guaçuí, cargo ao qual voltaria após as eleições de 1947 quando estava filiado ao PSD. Eleito deputado federal em 1950, trocou de partido e após migrar para o PTB foi eleito governador do Espírito Santo em 1954 e voltou ao Palácio Anchieta pelo voto direto em 1962. Em seu novo mandato foi alvo de um Inquérito Policial Militar para apurar denúncias de corrupção e devido à repercussão política do caso renunciou ao mandato em 5 de abril de 1966 quando entregou o poder ao vice-governador Rubens Rangel e afastou-se da vida pública.
Nascido na cidade fluminense de São Fidélis, o agricultor Rubens Rangel fixou residência em Mimoso do Sul, onde foi vitorioso ao disputar um mandato de vereador em 1947 e a eleição para prefeito em 1950. Sua carreira política teve sequência ao eleger-se deputado federal pelo PTB em 1954, todavia licenciou-se para assumir o cargo de secretário de Viação e Obras Públicas no primeiro governo Francisco Aguiar. Reeleito para a Câmara dos Deputados em 1958, foi alçado ao posto de vice-governador em 1962 sendo efetivado quando Francisco Aguiar renunciou ao mandato de governador que exercia pela segunda vez. Tal arranjo foi possível após visitas do então coronel Dilermando Monteiro, subchefe da Casa Militar do presidente Castelo Branco, às forças políticas locais.
Mineiro de Ubá e militante político desde os tempos de estudante, Eurico Resende foi para a cadeia em sua juventude ao manifestar publicamente sua oposição ao Estado Novo. Com o passar dos anos diplomou-se advogado na Universidade Federal do Espírito Santo, assumiu a diretoria jurídica da Itabira Agro-Industrial em Cachoeiro de Itapemirim e prestou assessoria à Federação das Indústrias do Estado do Espírito Santo antes de filiar-se à UDN nos estertores da Era Vargas sendo escolhido presidente do diretório estadual da legenda. Eleito deputado estadual em 1950, 1954 e 1958, disputou o governo do estado neste último ano graças ao artifício da "candidatura múltipla" num embate onde o vencedor foi Carlos Lindenberg. Escolhido presidente da Assembleia Legislativa do Espírito Santo, disputou e venceu a eleição para senador em 1962, mas não sem antes deixar sua cadeira no legislativo capixaba para o seu cunhado, Moacir Dalla.
Também vitorioso nas urnas, o médico Raul Giuberti é graduado pela Universidade Federal do Estado do Rio de Janeiro e exerceu sua profissão em Colatina, onde nasceu. Eleito vereador em sua cidade natal em 1950 e prefeito em 1954, venceu a eleição para vice-governador pelo PSP em 1958 na chapa de Carlos Lindenberg, a quem derrotou na disputa por uma cadeira de senador em 1962.

## Resultado da eleição para governador
Conforme o Tribunal Superior Eleitoral houve 220.259 votos nominais.
| Candidatos a governador do estado | Candidatos a vice-governador | Número | Coligação                                     | Votação | Percentual |
| --------------------------------- | ---------------------------- | ------ | --------------------------------------------- | ------- | ---------- |
| Francisco Aguiar PTB              | Ver abaixo -                 | -      | Nome não disponível (PTB, PDC, UDN, PSP, PRP) | 114.586 | 52,02%     |
| Jones dos Santos Neves PSD        | Ver abaixo -                 | -      | Nome não disponível (PSD, PTN, PRT)           | 105.673 | 47,98%     |

## Resultado da eleição para vice-governador
Conforme o Tribunal Superior Eleitoral houve 185.535 votos nominais.
| Candidatos a vice-governador | Candidatos a governador do estado | Número | Coligação                                | Votação | Percentual |
| ---------------------------- | --------------------------------- | ------ | ---------------------------------------- | ------- | ---------- |
| Rubens Rangel PTB            | Ver acima -                       | -      | Nome não disponível (PTB, UDN, PSP, PRP) | 81.255  | 43,79%     |
| Moacir Brotas PSD            | Ver acima -                       | -      | Nome não disponível (PSD, PTN, PRT)      | 54.358  | 29,30%     |
| Ademar Martins PDC           | Ver acima -                       | -      | PDC (sem coligação)                      | 48.902  | 26,91%     |

## Resultado da eleição para senador
Conforme o Tribunal Superior Eleitoral houve 340.854 votos nominais.
| Candidatos a senador da República | Primeiro suplente de senador | Número | Coligação                                     | Votação | Percentual |
| --------------------------------- | ---------------------------- | ------ | --------------------------------------------- | ------- | ---------- |
| Eurico Resende UDN                | Paulo Barros UDN             | -      | Nome não disponível (PTB, PDC, UDN, PSP, PRP) | 111.897 | 32,83%     |
| Raul Giuberti PSP                 | Silvério Del Caro PRP        | -      | Nome não disponível (PTB, UDN, PSP, PRP)      | 88.807  | 26,05%     |
| Carlos Lindenberg PSD             | João Calmon PSD              | -      | Nome não disponível (PSD, PTN, PRT)           | 84.029  | 24,65%     |
| Olímpio José de Abreu PSD         | Napoleão Fontenele PSD       | -      | Nome não disponível (PSD, PTN, PRT)           | 56.121  | 16,47%     |

## Deputados federais eleitos
São relacionados os candidatos eleitos com informações complementares da Câmara dos Deputados. Foram apurados 000.000 votos válidos (00,00%), 00.000 votos em branco (0,00%) e 0.000 votos nulos (0,00%) resultando no comparecimento de 000.000 eleitores.

Representação eleita
  PSD: 2
  PTB: 2
  PTN: 2
  PRP: 1
  UDN: 1

| Deputados federais eleitos | Partido | Votação | Percentual | Cidade onde nasceu    | Unidade federativa  |
| João Calmon                | PSD     | 33.886  | 0,00%      | Colatina              | Espírito Santo      |
| Osvaldo Zanello            | PRP     | 29.412  | 0,00%      | Ribeirão Preto        | São Paulo           |
| Dirceu Cardoso             | PSD     | 18.811  | 0,00%      | Miracema              | Rio de Janeiro      |
| Antônio Gil Veloso         | UDN     | 16.953  | 0,00%      | Vila Velha            | Espírito Santo      |
| Argilano Dario             | PTB     | 16.943  | 0,00%      | São José do Campestre | Rio Grande do Norte |
| Ramon de Oliveira Neto     | PTB     | 16.568  | 0,00%      | Alegre                | Espírito Santo      |
| Floriano Rubim             | PTN     | 15.415  | 0,00%      | Alegre                | Espírito Santo      |
| Raimundo de Andrade        | PTN     | 10.669  | 0,00%      | Sobral                | Ceará               |

## Deputados estaduais eleitos
Estavam em jogo 43 cadeiras da Assembleia Legislativa do Espírito Santo. Foram apurados 000.000 votos válidos (00,00%), 00.000 votos em branco (0,00%) e 0.000 votos nulos (0,00%) resultando no comparecimento de 000.000 eleitores.

Representação eleita
  PSD: 13
  PTB: 10
  PSP: 9
  UDN: 7
  PRP: 3
  PDC: 1

Fonteː
| Deputados estaduais eleitos      | Partido | Votação | Percentual | Cidade onde nasceu      | Unidade federativa |
| Joaquim Alves de Souza           | PSP     | 3.877   | 1,76%      | Sumaré                  | São Paulo          |
| Dylio Penedo                     | PSD     | 3.686   | 1,67%      | Cachoeiro de Itapemirim | Espírito Santo     |
| Pedro Leal                       | PSD     | 3.668   | 1,66%      | Vila Velha              | Espírito Santo     |
| José Parente Frota               | PSD     | 3.504   | 1,59%      | Sobral                  | Ceará              |
| Vicente Silveira                 | UDN     | 3.299   | 1,49%      | Cachoeiro de Itapemirim | Espírito Santo     |
| Tufy Nader                       | PSD     | 3.139   | 1,42%      | Vila Velha              | Espírito Santo     |
| Celso Francisco Borges           | PSD     | 3.132   | 1,42%      | Ponto Belo              | Espírito Santo     |
| Sebastião Cipriano do Nascimento | UDN     | 3.096   | 1,40%      | Brejetuba               | Espírito Santo     |
| Emir de Macedo Gomes             | PSP     | 3.068   | 1,39%      | Remanso                 | Bahia              |
| Verdeval Ferreira da Silva       | PSD     | 2.931   | 1,33%      | Vitória                 | Espírito Santo     |
| Cristiano Dias Lopes             | PSD     | 2.804   | 1,27%      | Bom Jesus do Norte      | Espírito Santo     |
| Mikeil Chequer                   | PSD     | 2.751   | 1,24%      | Manhuaçu                | Minas Gerais       |
| Francisco Schwartz               | PSD     | 2.736   | 1,24%      | Santa Leopoldina        | Espírito Santo     |
| Alcino Santos                    | PSD     | 2.728   | 1,23%      | São Mateus              | Espírito Santo     |
| Luiz Batista                     | PTB     | 2.622   | 1,19%      | Ibiraçu                 | Espírito Santo     |
| Moacir Dalla                     | UDN     | 2.555   | 1,15%      | Colatina                | Espírito Santo     |
| Antônio Ferreira de Carvalho     | PTB     | 2.529   | 1,14%      | Alto Rio Novo           | Espírito Santo     |
| Antônio Jacques Soares           | PTB     | 2.517   | 1,14%      | Itapemirim              | Espírito Santo     |
| Jamil de Castro Zonaim           | PRP     | 2.497   | 1,13%      | Baixo Guandu            | Espírito Santo     |
| Darcy de Paula Gaigher           | PSD     | 2.485   | 1,12%      | Alfredo Chaves          | Espírito Santo     |
| Oscar de Almeida Gama            | PSD     | 2.358   | 1,07%      | Alegre                  | Espírito Santo     |
| Jeová Miranda Ferreira           | PSD     | 2.324   | 1,05%      | Cariacica               | Espírito Santo     |
| Mário Gurgel                     | PTB     | 2.288   | 1,03%      | Porto Velho             | Rondônia           |
| Hélio Manhães                    | PSP     | 2.253   | 1,02%      | Cariacica               | Espírito Santo     |
| Lúcio Merçon                     | PRP     | 2.216   | 1,00%      | Muniz Freire            | Espírito Santo     |
| Roberto Vivacqua Vieira          | PSP     | 2.177   | 0,98%      | Muniz Freire            | Espírito Santo     |
| Eli Junqueira                    | PTB     | 2.159   | 0,98%      | Ecoporanga              | Espírito Santo     |
| Antônio Alves Duarte             | PTB     | 2.154   | 0,97%      | Apiacá                  | Espírito Santo     |
| Harry Freitas Barcelos           | PSP     | 2.153   | 0,97%      | Marataízes              | Espírito Santo     |
| Hélsio Cordeiro                  | UDN     | 2.146   | 0,97%      | Cachoeiro de Itapemirim | Espírito Santo     |
| José Teixeira Guimarães          | PTB     | 2.128   | 0,96%      | Santa Bárbara           | Minas Gerais       |
| Adalberto Nader                  | PTB     | 2.122   | 0,96%      | Vitória                 | Espírito Santo     |
| Feu Rosa                         | UDN     | 2.122   | 0,96%      | Vitória                 | Espírito Santo     |
| Vicente Amaro da Silva           | PSP     | 2.035   | 0,92%      | Barra de São Francisco  | Espírito Santo     |
| Pedro Juvenal Machado Ramos      | UDN     | 2.027   | 0,92%      | Dores do Rio Preto      | Espírito Santo     |
| Setembrino Pelissari             | UDN     | 1.993   | 0,90%      | Ibiraçu                 | Espírito Santo     |
| Isaac Lopes Rubim                | PSP     | 1.983   | 0,90%      | Alegre                  | Espírito Santo     |
| Mário Vieira Bicalho             | PTB     | 1.954   | 0,88%      | Mucurici                | Espírito Santo     |
| Renato de Araújo Maier           | PTB     | 1.934   | 0,87%      | Divino de São Lourenço  | Espírito Santo     |
| Geraldo Vargas Nogueira          | PSP     | 1.821   | 0,82%      | Colatina                | Espírito Santo     |
| Henrique Del Caro                | PRP     | 1.783   | 0,80%      | Vitória                 | Espírito Santo     |
| José Moraes                      | PSP     | 1.716   | 0,77%      | Alegre                  | Espírito Santo     |
| Walter Bersan                    | PDC     | 1.590   | 0,72%      | Itapemirim              | Espírito Santo     |